# إيبراغن (تامدا نومرسيد)
إيبراغن هي من اكبر دواوير جماعة بني حسان و اقليم ازيلال 
ايبراغن هو الاسم المعتاد عند الساكنة اما بالنسبة الاسم المعتاد عند الدولة او مؤسستها هو اسم ايت جعيدة
موقعي ايبراغن من جهة الشرقية بني حسان ومن جهة الشمالية ولكن  ومن جهة الجنوبية فم الجمعة ومن جهة الغربية العزبان
تعرف ايبراغن بالفلاحة الموسمية وتربية المواشي وتنتج احسن عسل في المغرب ويسمى بعسل الزكوم
يقدر عدد سكانها بـ 3338 نسمة حسب الإحصاء الرسمي للسكان والسكنى لسنة 2004.